# Visma
Visma — приватна компанія, що базується в Осло (Норвегія). Власниками є: Hg та співінвестори (48,9%), Cinven (17,1%), Intermediate Capital Group (7,6%) та Montagu (6,2%). Керівництво Visma володіє 6,6% акцій компанії. Компанія займається розробкою програмного забезпечення та ІТ-технологіями, а також розробкою консультацій. Компанія має 900 000 клієнтів, переважна більшість яких знаходиться в Північній Європі. У ньому працює понад 11 500 співробітників, а чистий дохід склав 15 027 мільйонів норвезьких крон у 2019 році. 
Компанія була утворена в 1996 році шляхом злиття компаній Multisoft, SpecTec та Dovre Information Systems. Сьогодні група включає п’ять напрямків бізнесу: SMB, Enterprise, Custom Solutions, Cloud Infrastructure Services та Commerce Solutions. 
Група Visma працює на території всього Північного регіону, а також країн Бенілюксу, Центральної та Східної Європи. Штаб-квартира знаходиться в Осло, Норвегія. 

## Організація
Visma SMB: Підрозділ програмного забезпечення SMB очолює директор відділу Штеффен Торп. У 2016 році дохід підрозділу склав 3900 мільйонів норвезьких крон. З 8500 співробітників Visma 2472 працюють у підрозділі SMB. 
Visma Enterprise: Підприємство очолює директор підрозділу Нілс Волд. У 2014 році дохід підрозділу склав 1689 мільйонів норвезьких крон. З 8500 співробітників Visma 2073 працюють у підрозділі Enterprise. 
Visma Custom Solutions: Сегмент митних рішень очолює директор відділу Карстен Боє Меллер. У 2016 році дохід підрозділу становив 917 мільйонів норвезьких крон. З 8500 співробітників Visma 1259 працюють у підрозділі Custom Solutions. 
Visma Commerce Solutions: Відділ Commerce Solutions очолює директор підрозділу Ейвінд Гундерсен. У 2017 році дохід підрозділу склав 806 мільйонів норвезьких крон. З 8500 співробітників Visma 534 працюють у підрозділі Commerce Solutions. 

## Корпоративна історія
1996: перший рік діяльності компанії Visma Group. Громадська компанія Visma на фондовій біржі в Осло. MultiSoft ASA, SpecTec ASA та Dovre Information Systems AS об’єднуються. Три ключові продукти: SpecTec (морський), Visma Logistics та Visma Business.
1997 рік: Бурхливий рік: завдяки амбіціям зростання, що перевищили ресурси компанії, у другому кварталі року компанія зазнала фінансової кризи. Компанію довелося рефінансувати та реструктуризувати, а більшість керівництва та Ради директорів було замінено. Поворот: Ойштейн Моан приєднується на посаду генерального директора, і нова стратегія вводиться в дію. Новій раді вдалося залучити 100 нових марок у новий акціонерний капітал, але він повинен звільнити 1/3 персоналу.
1999: Visma створює дочірні компанії в Данії та Великій Британії. Компанія робить свій перший крок до SaaS, запускаючи електронну комерцію Visma Business та починаючи роботу з розробки веброзширень та розширень WAP для всіх додатків Visma.
2000: Головною подією 2000 року став продаж операцій Visma Marine ASA голландській компанії Station12.  Visma отримала готівковий платіж у розмірі 730 MNOK. Значні фінансові ресурси будуть використані для енергійного зростання. Нова стратегія: пропонувати як програмне забезпечення, так і аутсорсинг в рамках бухгалтерського обліку, фінансів та фонду оплати праці.
2001: Visma купує Spcs, лідера шведського ринку в сегменті малого бізнесу.  Пізніше в році компанія виходить на фінський ринок шляхом придбання Liinos.
2002: За допомогою розробленого Spcs програмного забезпечення «Avendo», Visma виходить на норвезький мікроринок. Підрозділ BPO виходить на данський ринок шляхом придбання Bogholderi & Administrasjon, а придбання Møre Datasystemer бачить Visma для виходу в державний сектор.
2003: Visma укладає основні угоди про співпрацю з найбільшим банком Норвегії (DNB) та національною поштовою службою.
2004: Visma створює електронний центр обробки даних в Осло, який обробив 2 мільйони вхідних рахунків-фактур у 2005 році. Компанія також досягає великих успіхів у державному секторі завдяки додаванню до портфеля послуг з питань стягнення боргу та тимчасових послуг.
2005: Постійне зростання - як органічно, так і через одинадцять придбань. Розпочато програму Visma's Management Trainee.
2006–2008: Visma виходить на голландський ринок через придбання програмної компанії AccountView.  Зміна власника бачить, що британська приватна компанія HgCapital стає новим мажоритарним власником. HgCapital вилучає Visma з фондової біржі Осло.
2009: Створено ІТ-відділ роздрібної торгівлі, який надає роздрібному бізнесу обладнання та реалізацію, надає консультації та підтримку. Це також рік, коли фірмовий будинок штаб-квартири Visma в м. Скоєн, Осло, готовий до проживання 800 + норвезького персоналу компанії.  Visma охоплює 10 000 користувачів SaaS і стає другою за величиною бухгалтерською фірмою у Фінляндії.
2010: Kohlberg Kravis & Roberts (KKR) набуває 76,9% власності у Visma.  На той момент транзакція оцінює Visma на рівні підприємства в 11 млрд. Норвезьких крон. Visma була першою інвестицією KKR в Норвегію. HgCapital, попередній мажоритарний власник Visma, зберіг значну частку власності меншості - 17,7%. Керівництво Visma збільшило свою власність у бізнесі до 5,3%.  Раніше того ж року Visma вийшла на ринок ІТ-консалтингу в Норвегії, Швеції та Данії шляхом придбання Sirius IT. 
2011: У Норвегії компанія Visma придбала Mamut, свого конкурента в мікросегменті.   До придбання входить міжнародна компанія вебхостингу Active24.
2012: Visma запускає Visma.net - для малого та середнього бізнесу.  На момент запуску набір включає ERP, CRM та управління витратами. Пізніше цього року Visma представляє Net Promoter Score - відому програму задоволення клієнтів та виховання
2013: Visma підписала свою найбільшу на сьогоднішній день розробку адміністративного та комунікаційного рішення для норвезьких шкіл. Завдяки придбанню Duetto Group, Visma виходить на фінський ринок стягнення боргу. 
2014: Visma розширює свою базу акціонерів, включаючи Cinven, і оцінюється в 21 мільярд NOK.   Новою структурою власників стають Cinven, HgCapital та KKR з 31,3% власності в кожній та управління Visma з 6% власності. 
2015: Visma створює новий бізнес-підрозділ - Visma Employee Management - присвячений оплаті праці та аутсорсингу HRM. Visma також проводить кілька основних придбань: e-conomic (DK), SpeedLedger (SE), Huldt & Lillevik (NO), PBJ (DK), Viklo Oy (FI), Aditro Public (SE), Digital Booker (FI) та Abalon (SE). 
2016: Visma продає свій підрозділ BPO (аутсорсинг бухгалтерського обліку, оплати праці та кадрових послуг) HgCapital, щоб зосередитись на його позиції компанії хмарного програмного забезпечення для бізнес-клієнтів. Visma також купує 20+ компаній із хмарного програмного забезпечення по всій Європі. 
2017: Купуючи Bluegarden, найбільше на сьогодні придбання Visma, компанія завойовує значну позицію в данському сегменті заробітної плати. Протягом року Visma купує загалом 12 компаній, серед яких Admincontrol, Megaflex Oy та NYCE, розширюючи свою пропозицію в декількох нових сферах бізнесу.
У червні 2017 року структура акціонерів Visma змінюється після того, як KKR продає всю свою частину, що залишилася у Visma, групі інвесторів на чолі з HgCapital разом з GIC, Montagu та ICG. 
2018 рік: Visma придбала Raet, велике голландське підприємство, що забезпечує заробітну плату та програмне забезпечення HCM (управління людським капіталом).
2020: Visma купує Yuki, голландську програмну платформу для ведення бухгалтерії.

## Спонсорство
Visma є головним спонсором Visma Ski Classics, чемпіонату з лижних дистанцій з 2015 року. 
У 2018 році Visma підписала п’ятирічну спонсорську угоду з професійною командою дорожнього велоспорту Team LottoNL-Jumbo, яка в даний час є однією з команд, що змагаються у світовому турі UCI. Оскільки Visma буде одним із двох іменних спонсорів команди, команда вступила у сезон 2019 під новою назвою Team Jumbo-Visma. 